# Lillers
Lillers település Franciaországban, Pas-de-Calais megyében. Lakosainak száma 10 200 fő (2022. január 1.). Lillers Allouagne, Ames, Bourecq, Burbure, Busnes, Ecquedecques, Ferfay, Gonnehem, Ham-en-Artois, Lespesses és Lières községekkel határos.

## Népesség
A település népességének változása:
| Lakosok száma | 10 184 | 10 196 | 10 162 | 9931 | 9910 | 9810 | 9866 | 9988 | 10 200 |
|               | 2013   | 2015   | 2016   | 2017 | 2018 | 2019 | 2020 | 2021 | 2022   |